# لینگ تان
تان مانگ لینگ یا لینگ تان (به انگلیسی: Ling Tan) (متولد ۹ اکتبر ۱۹۷۴ در کوالالامپور)، مدل مالزیایی با تبار چینی است که در شهر نیویورک زندگی می‌کند.

## مدل شدن
او اولین سوپرمدل از جنوب شرقی آسیا، است و در صدها نمایش مد شرکت کرده و بعنوان مدل عکاسی برای برای تقویم پیرلی در سال ۱۹۹۷ سوژه عکاس مد معروف ریچارد آودون، شده‌است.

## اوایل زندگی
تان از نژاد چینی بوده و پدرش متولد کوالالامپور (مالزی) بود و همان‌جا بزرگ شده بود. او یک خواهر کوچکتر دارد که او نیز مدل است. شغل پدرش راننده تاکسی و مادرش خیاط است. او در یک مدرسه چینی تحصیل کرده و به چهار نوع از زبان گونه‌های چینی و همچنین مالایی و انگلیسی صحبت می‌کند. تان قبل از شروع کار خود به عنوان مدل، در رشته طراحی هنری فعالیت داشته و مطرح بوده‌است.

## آغاز کار کشف شده و شغلی
حرفه وی از زمانی شروع شد که در یک مسابقه محلی، مسابقه جستجوی مدل‌های آسیایی، در مالزی شرکت کرد، و توانست در بخش مالزی مقام اول را کسب کند، سپس به عنوان نایب قهرمانی در فینال‌های بین‌المللی مسابقه جستجوی مدل آسیا در سال ۱۹۹۴ انتخاب شد.
اولین تغییر بزرگ برای او زمانی بود که توسط یک مدیر تبلیغاتی در یک نمایشگاه مد کوچک در حالی که منتظر دوستش در لابی هتل بود کشف شد. سپس تان در یک کمپین تبلیغاتی برای تبلیغ آبجو ظاهر شد. این تبلیغات تان را به موفقیت رساند و او معرفترین و بهترین مدل در مالزی شد. طراحان اروپایی و آمریکایی که مجموعه‌های خود را در مالزی نشان می‌دهند، از استعداد تان تحت تأثیر قرار گرفته و او را ترغیب کردند که به شهر نیویورک نقل مکان کند.

## اولین موفقیت و بازیگری
تان در صدها نمایش در نیویورک، لندن، میلان، رم و پاریس ظاهر شده‌است. طبق فهرست مدل مد، او در بیش از ۳۰ نمایش در پاییز ۱۹۹۷ / زمستان ۱۹۹۸ و بهار / تابستان ۱۹۹۸ داشته‌است.
اولین نمایش تان، شو زنگ توی برای بهار / تابستان ۱۹۹۵ در نوامبر ۱۹۹۴ بود. تان با بسیاری از طراحان برتر از جمله جیامباتیستا والی، الی ساب، کارل لاگرفلد، ایو سن لوران، تام فورد، امپوریو آرمانی، دونا کاران و شانل همکاری کرده‌است او همچنین مدل عکاسان برجسته مد از جمله ایروینگ پن، ماریو تستینو، پیتر لیندبرگ، و ریچارد اودون، بوده‌است. وی همچنین اولین مدل آسیایی بود که در ران وی نمایش مد ویکتوریا سکرت در سال ۱۹۹۶ قدم زده‌است.

## آژانس‌ها
تان با مدل کو اوپ در شهر نیویورک و آژانس ادبی و استعدادهای درخشان هنرمندان، در نیویورک قرارداد امضا کرده‌است. وی همچنین با نخبگان پاریس، الیت تورنتو، مدلهای مونیخ و مدل‌های یونو در بارسلونا قرارداد امضا کرده‌است. او قبلاً با آی ام جی و مدلهای ویلهلمینا در نیویورک قرار داد دارد.